# Vraneček švýcarský
Vraneček švýcarský (Selaginella helvetica) je druh vranečku, vyskytující se od Evropy po Japonsko.

## Popis

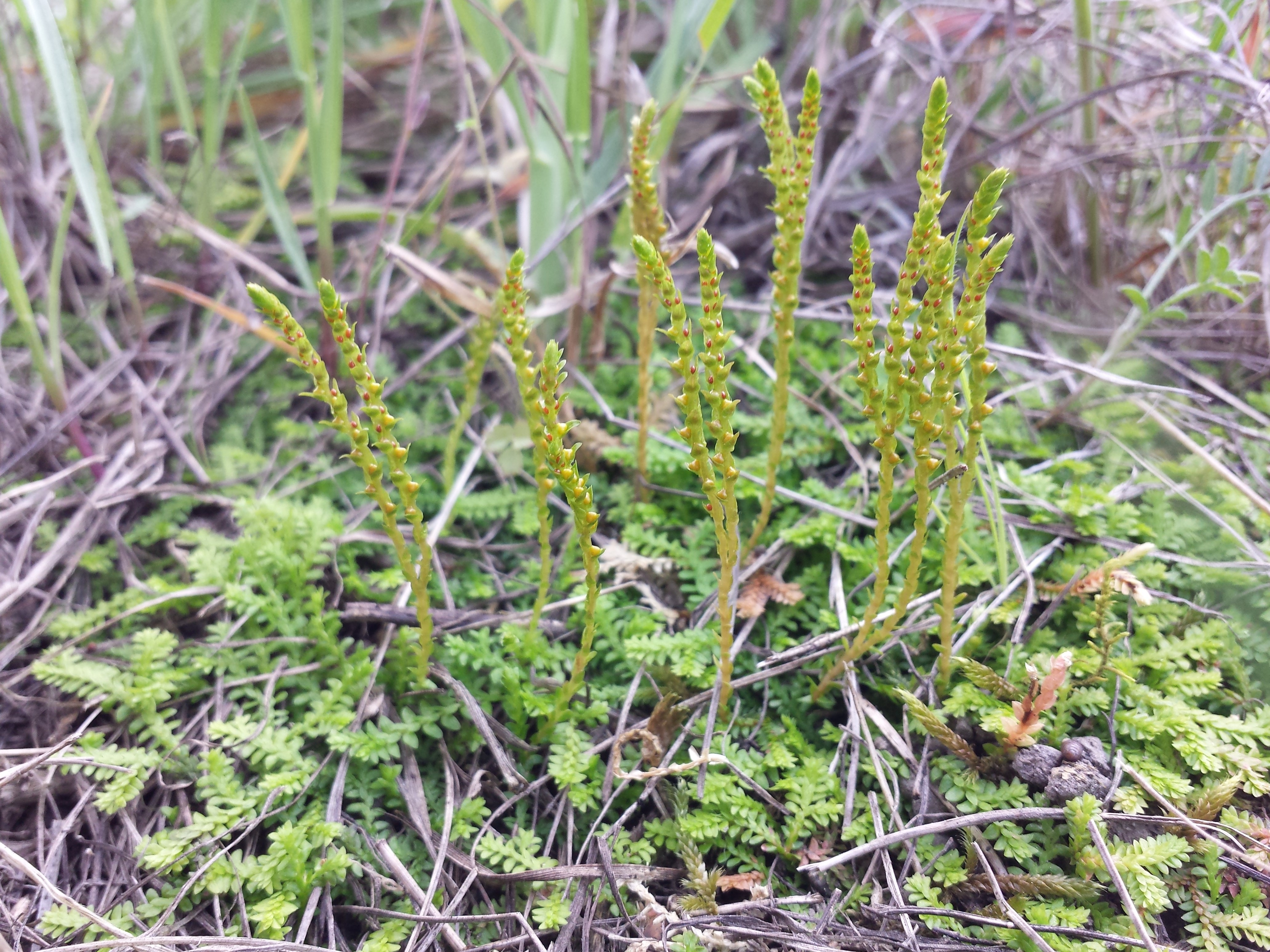
Vraneček švýcarský

Vraneček švýcarský je vytrvalá rostlina vzhledově podobná mechu, s plazivou, až 20 cm dlouhou lodyhou a četnými, vidličnatě rozvětvenými, většinou poléhavými větvemi. Listy jsou světle zelené, v chladném ročním období nabývají často až karmínově červené barvy; jsou dvoutvaré, vstřícné, ve 4 podélných řadách. Páry listů jsou nestejně velké, postranní listy podlouhle eliptické a odstálé, listy hřbetních dvou stran menší, přilehlé, vždy celokrajné. Z místa větvení vyrůstají směrem k substrátu přeměněné stonky – kořenonoše (rhizofory). Výtrusnicové klasy jsou stopkaté, přímé, 2–3 cm dlouhé. Sporangia jsou rozlišená na menší samčí v horní části a větší červenohnědě zbarvená samičí ve spodní části klasu. Výtrusy dozrávají v měsících červen až září.

## Stanoviště a ekologie
Vytváří půdní či skalní pokryv v mechovém patře, obvykle na stinných, vlhkých stanovištích na vápnitých substrátech. Roste především na skalách, na zídkách, vzácněji v kamenných sutích. Na příhodných stanovištích je často dominantní.

## Rozšíření
Je rozšířen ve střední a jižní Evropě (především v nižších polohách Alp), v Asii řídce v Číně a v Japonsku. V Česku se dříve nacházel v okolí Labských pískovců, na Opavsku a Třebíčsku. Dnes je v ČR považován za vyhynulý, na Slovensku je to ohrožený druh, stejně jako v Maďarsku.